# 渡辺喜美
渡辺 喜美（わたなべ よしみ、1952年3月17日 - ）は、日本の政治家。自由を守る会特別顧問。
内閣府特命担当大臣（金融）・行政改革担当大臣・公務員制度改革担当大臣（第1次安倍改造内閣・福田康夫内閣）、内閣府特命担当大臣（規制改革）（第1次安倍内閣）、内閣府副大臣（第1次安倍内閣）、参議院議員（1期）、衆議院議員（6期）、みんなの党代表（初代）、日本維新の会副代表、おおさか維新の会副代表などを歴任した。
2019年にNHK党（旧・NHKから国民を守る党）の立花孝志と共同会見を開き、参議院で院内会派みんなの党を結成して会派代表に就いた。
父は副総理、外務大臣、通商産業大臣、大蔵大臣、農林水産大臣、厚生大臣、衆議院議員、自由民主党政務調査会長などを歴任した渡辺美智雄。

## 来歴

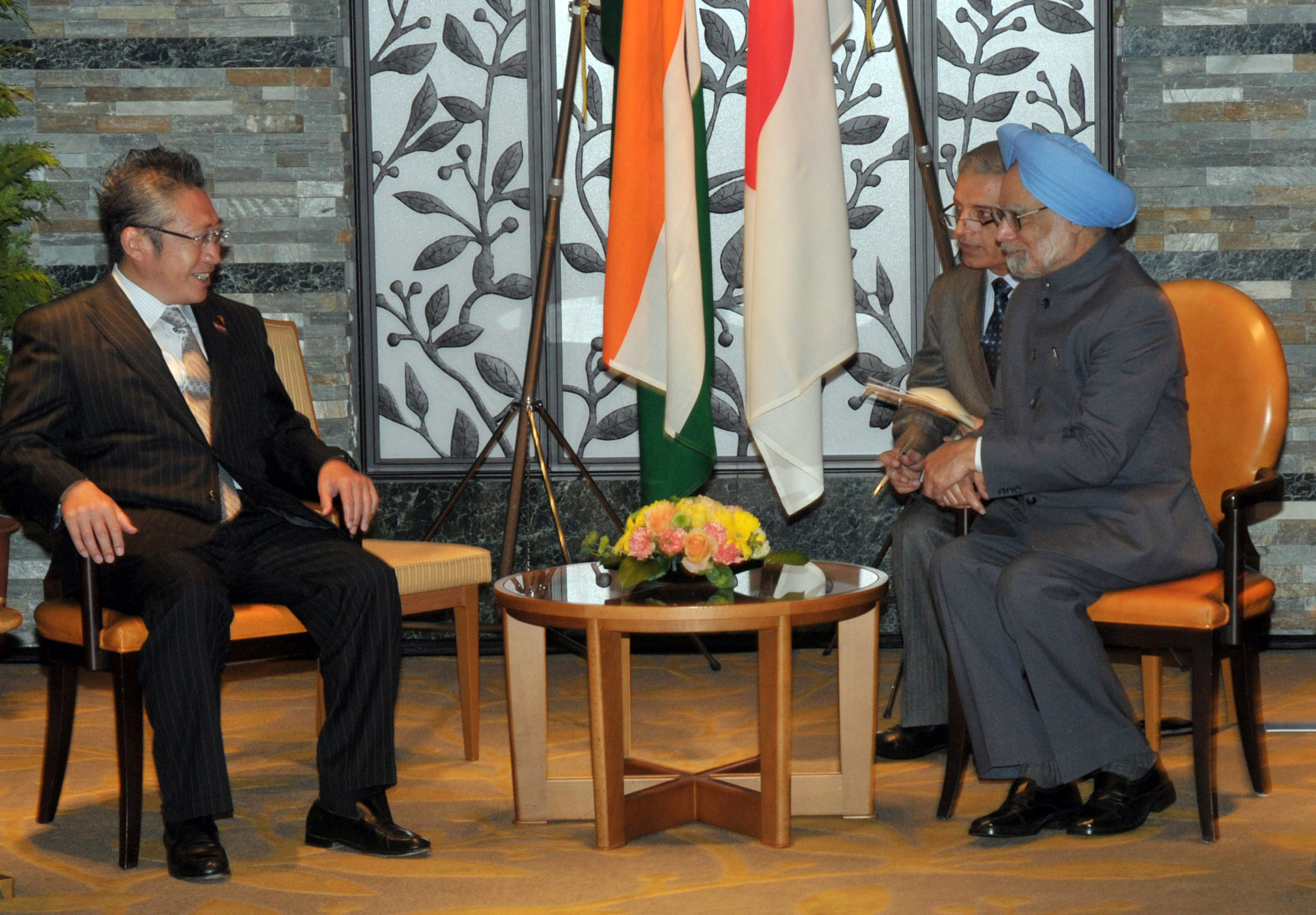
インド首相のマンモハン・シンと会談する渡辺（2010年）

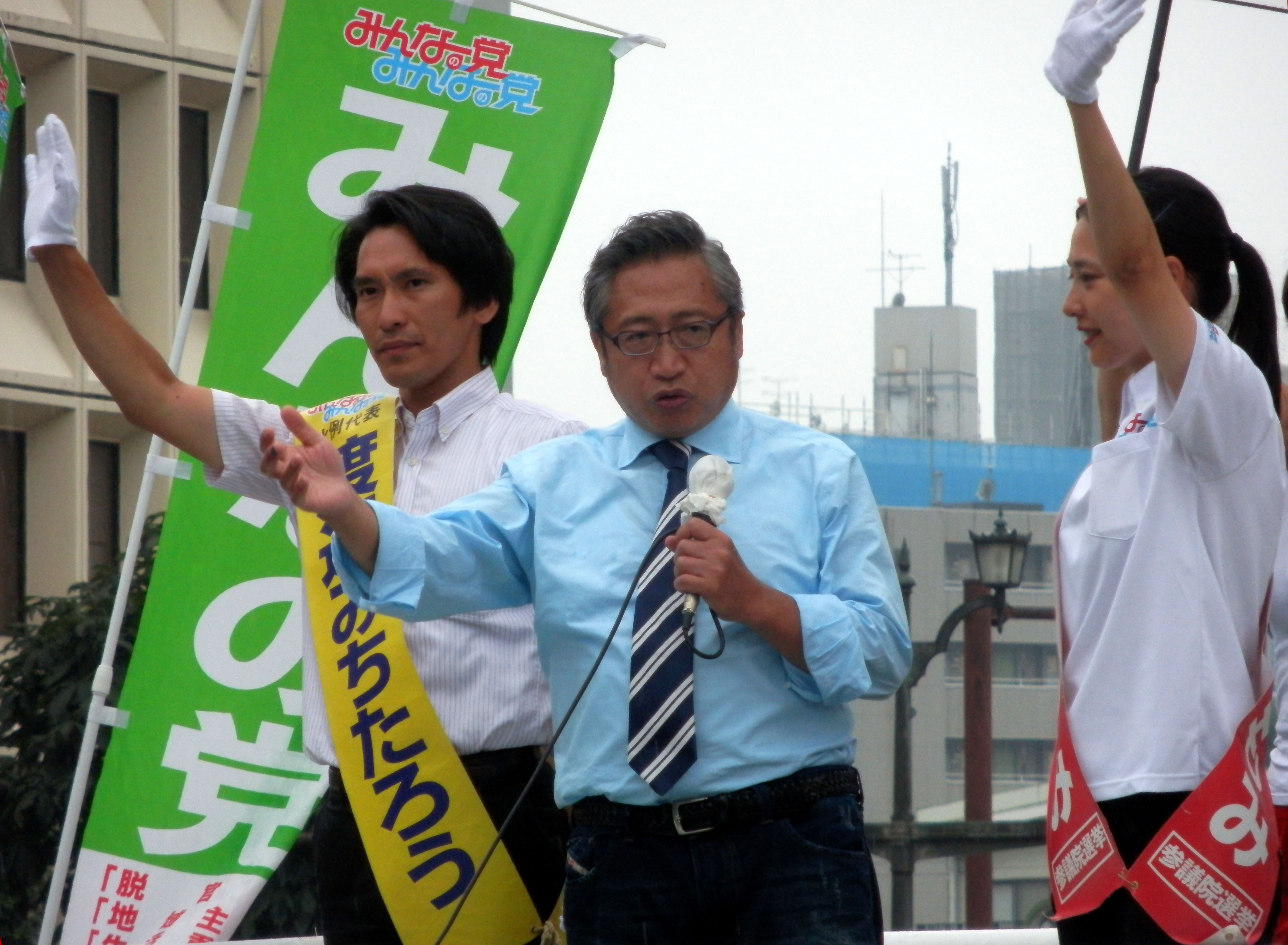
甥・美知太郎と共に街頭演説する渡辺喜美（2013年）

栃木県那須郡西那須野町（現那須塩原市）で生まれる。栃木県立大田原高等学校、早稲田大学政治経済学部政治学科卒業後、中央大学法学部法律学科に学士入学して卒業する。1983年から父の渡辺美智雄の秘書を務める。のちに美智雄が通商産業大臣、外務大臣に就任した際はそれぞれ政務秘書官に就く。
1995年9月に父の美智雄が他界すると父の地盤を継承し、1996年第41回衆議院議員総選挙に栃木3区から自由民主党公認で立候補して初当選した。当選同期に河野太郎・菅義偉・平沢勝栄・大村秀章・河本三郎・桜田義孝・下地幹郎・下村博文・新藤義孝・滝実・棚橋泰文・田村憲久・戸井田徹・松本純などがいる。当選後に美智雄がかつて会長を務めた旧渡辺派に入会する。1990年代後半の金融危機では「政策新人類」の1人とされ、金融再生法の成立に尽力する。2000年7月に自民党財政部会長代理に就き、8月から党金融問題調査会事務局長を兼務し、11月に加藤の乱を契機に江藤・亀井派を退会して以後離党まで無派閥となる。
2006年に第1次安倍内閣で、内閣府副大臣（経済財政政策と金融の担当）に就任する。12月に事務所費架空計上問題で辞任した佐田玄一郎の後任として内閣府特命担当大臣（規制改革）に就任し、内閣府副大臣から昇格で初入閣した。内閣府特命担当大臣に加えて国･地方行政改革担当、公務員制度改革担当、地域活性化担当、道州制担当の各大臣を兼務した。就任会見で「将来にツケを回さないようにする行政の合理化、効率化」などを「愛の構造改革」と例えた。在任中は国家公務員の再就職を一元的に管理する「人材バンク」や「中央省庁幹部の1割の公募制」導入を提唱した。
2007年8月に第1次安倍改造内閣で、内閣府特命担当大臣（金融）となり、国･地方行政改革担当、公務員制度改革担当の大臣を継続して兼務した。9月発足の福田康夫内閣も留任し、2008年8月の内閣改造時に閣僚を退任した。
2008年12月24日に民主党が提出した、首相・麻生太郎に対する衆議院の解散総選挙を要求する決議案、に与党議員で唯一賛成し、自民党から戒告処分される。その後も麻生内閣や党執行部へ批判を繰り返し、自民党離党の意向を表明する。
2009年1月9日に、国家公務員の渡り斡旋に関する公開質問状を事前のアポイントを取らずに首相官邸へ持参するが、首相秘書官から受け取りを拒否された。1月13日に自民党に離党届を提出し、2月11日に「国民運動体」を発足し、5月1日に団体名を「国民運動体 日本の夜明け」に改める。この組織を母体として総選挙前の8月8日にみんなの党を結党する。無所属の江田憲司、自民党離党組の山内康一・広津素子、民主党を離党した浅尾慶一郎が参加し、所属国会議員5名を集めて政党要件を満たした。
第45回衆議院議員総選挙にみんなの党公認で栃木3区から立候補して5選される。当初自民党は栃木3区に元法務大臣の森山眞弓の擁立を調整したが、自民党栃木県連の反対で撤回し、公明党も候補者を擁立しない与党空白区となった。栃木3区は日本共産党も候補を擁立しない共産空白区となり、他の立候補気配が無く戦後衆議院選挙初の無投票当選の可能性があったが、幸福実現党の斎藤克巳が立候補した。選挙結果は渡辺が14万2482票で得票率95.3%と圧勝し、得票率は小選挙区制導入後の最高記録である。
2011年2月に第22回参議院議員通常選挙後初めて行われた党首討論の参加を希望したが、渡辺が国家基本政策委員会の委員ではないことを理由に拒否された。4月11日に自民党から国家基本政策委員会委員ポストを借用して党首討論に参加した。
2014年に8億円借入問題が発生し、4月にみんなの党の代表を辞任する。これを契機にみんなの党は離党者が相次ぐなど内部対立が激化し、第47回衆議院議員総選挙を前に解党する。渡辺本人は無所属で立候補して落選した。2015年3月に自身を支持する市川市議会議員の石崎英幸らが設立した地域政党「闘う改革の会千葉」の顧問に就いた。12月に8億円借入金問題について嫌疑不十分で不起訴処分となったことから政治活動を再開し、国政復帰へ動き始めた。
2016年4月に、7月の第24回参議院議員通常選挙比例区に立候補を表明した。衆議院解散で衆参同日選となった場合は衆議院議員総選挙に再び栃木3区から立候補し、比例代表北関東ブロックに重複立候補する考えを示した。「複数の政党から出馬要請がある」と述べるなど自ら再び新党を結成することも検討したが、5月14日におおさか維新の会へ入党し、7月10日に参議院議員として初当選した。
維新で副代表に就いたが、2017年東京都議会議員選挙の対応を巡り党内で対立する。維新は小池百合子東京都知事率いる地域政党の都民ファーストの会と対決姿勢を示したが、渡辺は音喜多駿らみんなの党出身の都民ファーストの会の候補者3名を応援する意向で、2017年6月22日に離党届を提出したが受理されず同日に除名処分された。
2017年10月の第48回衆議院議員総選挙前の9月に、小池百合子による希望の党設立に影の存在として関わり、衆議院栃木3区へくら替え立候補に意欲を示したが小池の要請で断念し、妹の渡辺美由紀を栃木3区から希望の党候補として擁立したが、落選。すると「当面は無所属議員として仕事をやらせてもらう」と述べて希望の党に参加しないことを明らかにした。11月1日の首班指名選挙で安倍晋三に投票した。
2019年1月5日に、旧みんなの党解党後に渡辺が設立を届け出た同名の政治団体「みんなの党」から第19回統一地方選挙の候補者を公募して擁立する考えを表明した。2019年7月30日にNHKから国民を守る党の立花孝志と共同会見を開き、参議院の院内会派「みんなの党」を結成し、会派代表に就任する。
2022年6月21日に翌日が公示の第26回参議院議員通常選挙へ立候補を断念し、政界から引退すると表明した。同年7月、自由を守る会特別顧問に就任した。
2023年秋の叙勲で旭日大綬章を受章した。

## 政策・主張
- 第1次安倍内閣・同改造内閣・福田内閣で約1年半にわたり担当大臣として行政改革・公務員制度改革に取り組み、みんなの党結党後も党是に行政改革・公務員制度改革の推進を掲げる。大臣在任中、補佐官は経済産業省から、改革派の原英史を起用した。天下り規制に対する官僚側の猛烈な抵抗を受けながらも、2008年6月に国家公務員制度改革基本法が成立した。
- 小泉構造改革の推進派である。
- 憲法第9条の改正に賛成[35]。
- 永住外国人への地方選挙権付与には反対の立場を取り[36]、民主党を中心に法案提出が検討された際は、東京都内で行われた反対派の集会に出席した[37]。

## 政治活動

### 日本郵政前社長の顧問退任に関与
2014年2月、日本郵政顧問に前社長の坂篤郎が就任し報酬を得ていることを内閣官房長官の菅義偉に伝え、坂が顧問を退任するきっかけを作った。坂の勤務実態は週2日よりも少なく、年間報酬は1千万円だった。

### 米金融機関向けの支援を検討
米政府系住宅金融公社のフレディマックとファニーメイが経営不安を迎えた2008年7月に、これら金融公社の経営不安を憂慮するとして、当該公社の債券について日本政府の保有分だけでなく民間の保有分の売却も禁止することを検討した。自身の私的懇談会「金融市場戦略チーム」が、日本の外貨保有高から資金を拠出して米政府による資金注入を援助するよう、報告書に盛り込む意向であった。フィナンシャル・タイムズは、小池百合子、石破茂、田村耕太郎も外貨準備高を使うべきと主張したと報じた。渡辺の金融庁チームだけでなく、財務省も外貨準備高から数兆円を使う支援策を準備したが、これらの支援策は福田康夫の首相辞任により実現しなかった。同盟国ながら他国の金融機関を公的資金で援助することは極めて異例で、財務大臣伊吹文明は「米国の経済危機が目前に迫る中、日本の外貨準備で損失が出かねない資産を購入すべきでないという当たり前の判断だ」と述べるなど、日本の外貨準備の損失につながりかねない海外の危険資産の購入は、自民党内から反対意見があった。

## 政治資金
- 消費者金融（サラ金）など、貸金業界の政治団体「全国貸金業政治連盟」（全政連）から政治献金を6年間で5億円を受けていると日本共産党の機関紙「しんぶん赤旗」は伝えている[45]。
- 父親の秘書時代にリクルート事件で未公開株譲渡の名義人として5000株を受け取っており[46]、かつて父・美智雄が「アタシの知らないうちにウチのせがれが5000株もらったばっかりにこっちは総理大臣がパーになっちゃたよ」と自嘲気味に語っている。
- 商品先物取引会社であるオリエント貿易および関連4社から、渡辺が総務省に後援団体として届け出ていた団体「政経政策研究会」（政経会）を通じて1995年から2005年にわたって計3540万円の迂回献金を受け取っていた。5社は幹部約250人の給与から天引きして政経会に寄付させており、寄附金控除を受けさせていた[47]。
- 後述の8億円借り入れ問題の判明後にも、渡辺が代表を務める政治団体名義の口座から、2013年参院選前に渡辺に対し約9,000万円の貸付があったことが判明している。貸付金はその後返済されたが、当該団体の政治資金収支報告書には記載されておらず、政治資金規正法に抵触する疑いが出ている[48]。

### 8億円借入問題
2010年参院選と2012年衆院選の直前に、化粧品会社DHCの吉田嘉明会長から計8億円を借り入れ、5億円超が現在も返済されていないとする吉田の手記が2014年3月26日発売の週刊新潮に掲載された。渡辺が衆院に提出した2012年12月時点の資産報告書には、借入金は2億5000万円と記載されており、食い違いが存在する。
吉田からの資金借入が選挙資金であった場合、それが他者からの借入金だとしても選挙運動費用の収支報告書に記載がなければ、公職選挙法違反に問われる可能性があるほか、政治活動の費用だった場合、政治資金収支報告書に記載がないと政治資金規正法違反にあたる可能性がある。さらに、使途が選挙や政治活動に無関係だったとしても、担保や返済期限が設定されず、借用書もなかったとすれば、贈与と認定されて税務上の問題が指摘される可能性もある。
渡辺は3月27日、借り入れを認めた上で、「純粋に個人として借り、選挙資金や政治資金としては使っていない」と述べたが、それに対して吉田は「言い訳で通そうとしている。選挙のためだったとはっきりしている」と話しており、渡辺が2012年12月の衆院選前に選挙情勢を説明した上で「あと5億円必要です。何とぞご融資お願いします」と記したメールを吉田に送っていたことを明かした。3月28日に東京都の市民団体代表が、また6月2日には弁護士や憲法学者で作るグループが、公職選挙法・政治資金規正法両法違反などで東京地検特捜部に告発。
4月7日、記者会見を行い、借入金の使用用途について「党勢拡大のために、個人として借り入れたもの」「妻の口座で保守的に管理してもらっていた」「選挙関連費や情報収集や意見交換のため」と説明。3月27日の会見の時には自らの引責辞任などを否定していたものの、党内から渡辺に対する代表辞任要求などの声が広がったことを受け、「党に迷惑をかけた」として代表を辞任することを表明した。この問題が発覚して以降、第186回国会を全て欠席した。

#### 各政党の反応
- みんなの党の浅尾慶一郎幹事長は、速やかな辞任を促し[57]、辞任後には「辞任の決断を評価している」と語った[58]。
- 結いの党の小野次郎幹事長は、「代表辞任は苦渋の決断だったと思う。」とした上で、説明責任を果たすように促した[59]。
- 維新の会の橋下徹代表は、「いろんな意味で国政に刺激を与えている。説明責任を果たした上で戻ってきてもらいたい」と、確執のあった渡辺喜美に対して、エールを送った[60]。

#### 不起訴処分と検察審査会での議決
2015年1月に東京地検特捜部は嫌疑不十分で不起訴としたが、11月2日に東京第一検察審査会は不起訴不当と議決した。同年12月、東京地検特捜部は再度、嫌疑不十分で不起訴とした。

## 人物
「繁栄した国家や文明は数あれど繁栄し続けたものは一つもない」という父の言葉を肝に銘じている。高校生時代にエーリヒ・フロムの『自由からの逃走』をもとに弁論を行い、栃木県の弁論大会で優勝している。また、政治を志した時期（中学生時代）に永井陽之助の『平和の代償』を読み、これを「政治思想の原点」としている。渡辺は大学生時代、永井の授業を受けるため、天ぷら学生として東京工業大学に通っていた。
共同会派を組むNHKから国民を守る党の活動に触発され、2019年8月にYouTubeチャンネル「渡辺よしみ」を開設した。那須塩原市の渡辺事務所や参議院議員会館の議員室において、3分から5分程度で政治・経済や国内外の時事問題などを解説する動画を撮影、配信している。
引退後もメディア発信は続け、フェイスブックでは独自の分析による金融に関する知見を発信しており、YouTubeではテレ東大学に出演した際、政界復帰を成田悠輔・ひろゆきから促されている。

## 所属団体・議員連盟
- 日本会議国会議員懇談会
- 神道政治連盟国会議員懇談会
- みんなで靖国神社に参拝する国会議員の会
- 日本の前途と歴史教育を考える議員の会
- 親学推進議員連盟
- 速やかな政策実現を求める有志議員の会
- 例外的に夫婦の別姓を実現させる会
- 四騎の会

## 選挙歴
| 当落 | 選挙                     | 執行日         | 年齢 | 選挙区  | 政党             | 得票数     | 得票率 | 定数 | 得票順位 /候補者数 | 政党内比例順位 /政党当選者数 |
| ---- | ------------------------ | -------------- | ---- | ------- | ---------------- | ---------- | ------ | ---- | ------------------ | ---------------------------- |
| 当   | 第41回衆議院議員総選挙   | 1996年10月20日 | 44   | 栃木3区 | 自由民主党       | 9万82票    | 83.51% | 1    | 1/2                | /                            |
| 当   | 第42回衆議院議員総選挙   | 2000年06月25日 | 48   | 栃木3区 | 自由民主党       | 11万2358票 | 83.38% | 1    | 1/2                | /                            |
| 当   | 第43回衆議院議員総選挙   | 2003年11月09日 | 51   | 栃木3区 | 自由民主党       | 10万539票  | 74.90% | 1    | 1/3                | /                            |
| 当   | 第44回衆議院議員総選挙   | 2005年09月11日 | 53   | 栃木3区 | 自由民主党       | 9万8889票  | 63.99% | 1    | 1/5                | /                            |
| 当   | 第45回衆議院議員総選挙   | 2009年08月30日 | 57   | 栃木3区 | みんなの党       | 14万2482票 | 95.30% | 1    | 1/2                | /                            |
| 当   | 第46回衆議院議員総選挙   | 2012年12月16日 | 60   | 栃木3区 | みんなの党       | 8万4023票  | 60.26% | 1    | 1/3                | /                            |
| 落   | 第47回衆議院議員総選挙   | 2014年12月14日 | 62   | 栃木3区 | 無所属           | 5万1617票  | 40.05% | 1    | 2/3                | /                            |
| 当   | 第24回参議院議員通常選挙 | 2016年07月10日 | 64   | 比例区  | おおさか維新の会 | 14万3343票 |        | 48   | /                  | 2/4                          |

## テレビ出演
- 日経スペシャル カンブリア宮殿 次のリーダーたちに聞く！ 政治は変われるか？（2010年5月31日、テレビ東京）[64]

## 著書
- 『反資産デフレの政治経済学 戦略型資本主義を構築するために 』（2001年3月15日、東洋経済新報社）ISBN 9784492393406
- 『日本起死回生トータルプラン』（共著者:石原伸晃 塩崎恭久 根本匠）（2001年6月30日、光文社）ISBN 9784334973032
- 『日本はまだまだ捨てたものじゃない ニッポン経済最強の法則』（2001年7月31日、徳間書店）ISBN 9784198613860
- 『シナリオ日本経済と財政の再生 いま、改革する保守の時』（共著者:伊吹文明）（2001年11月28日、日刊工業新聞社）ISBN 9784526048524）
- 『金融商品取引法』（2007年3月19日、文藝春秋 文春新書）ISBN 9784166605613
- 『絶対の決断 われ、孤立を恐れず、大義なきを恥ず』（2009年4月17日、PHP研究所）ISBN 9784569708775
- 『脱・官僚政権樹立宣言 霞が関と闘うふたりの政治家』（共著者:江田憲司）（2009年4月20日、講談社）ISBN 9784062154581
- 『公務員制度改革が日本を変える』（2009年8月14日、飛鳥新社）ISBN 9784870319455
- 『民主党政治の正体』（2010年1月8日、角川書店 角川SSC新書）ISBN 9784047315112
- 『「みんな」の力 小さな政府で日本は飛躍する！』（2010年6月9日、宝島社 宝島社新書）ISBN 9784796677530
- 『いつまで官僚の「日本破壊」を許すのか 官製デフレから惨敗外交まで国を衰退させる悪のシステムを打ち破れ』（2010年10月30日、徳間書店）ISBN 9784198630485
- 『霞が関がなくなる日 日本再生の一手は、これだ!!』（共著者:浅尾慶一郎）（2010年11月6日、主婦の友社）ISBN 9784072756713
- 『デフレの真実 大震災で日本経済はデフレ脱却できるか』（共著者:菅下清廣）（2011年7月23日、幻冬舎）ISBN 9784344020290